# Sunshine Ladies Tour 2014
De Sunshine Ladies Tour 2014 was het eerste seizoen van de Sunshine Ladies Tour. Het seizoen begon in februari met de Chase to the Investec Cup for Ladies en eindigde met het South African Women's Open in oktober. Er stonden tien toernooien op de kalender.
Alle toernooien die op de kalender vermeld staan zijn nieuw, behalve het South African Women's Open die opgericht werd in 1988.

## Kalender
| Data  | Data  | Toernooi                          | Baan                       | Plaats       | Winnaar            | Score | Score | Aantekeningen |
| ----- | ----- | --------------------------------- | -------------------------- | ------------ | ------------------ | ----- | ----- | ------------- |
| 13-02 | 14-02 | Chase to Investec Cup             | Houghton Golf Club         | Houghton     | Kim Williams       | 143   | –1    |               |
| 16-02 | 17-02 | Sun International Challenge       | Lost City Golf Course      | Sun City     | Tandi von Ruben po | 143   | –1    |               |
| 22-02 | 23-02 | Dimension Data Ladies Pro-Am      | Fancourt (Outeniqua)       | George       | Monique Smit       | 135   | –9    |               |
| 27-02 | 28-02 | Chase to Investec Cup             | Glendower Golf Club        | Johannesburg | Ashleigh Simon     | 135   | –9    |               |
| 03-03 | 03-03 | Tshwane Ladies Open               | The Els Club at Copperleaf | Centurion    | Ashleigh Simon     | 66    | –6    |               |
| 06-03 | 07-03 | Super Sport Challenge             | Observatory Golf Club      | Kaapstad     | Monique Smit       | 139   | –5    |               |
| 13-03 | 14-03 | Chase to Investec Cup             | Blue Valley Golf Estate    | Centurion    | Ashleigh Simon     | 137   | –7    |               |
| 21-03 | 23-03 | Investec Ladies Cup               | Millvale Golf Estate       | Koster       | Lee-Anne Pace      | 216   | par   |               |
| 28-03 | 30-03 | Zambia Ladies Open                | Ndola Golf Club            | Ndola        | Stacy Lee Bregman  | 211   | –8    |               |
| 16-10 | 19-10 | Cell C South African Women's Open | San Lameer Golf Club       | Southbroom   | Lee-Anne Pace po   | 211   | –5    | [ noot 1 ]    |

| po = winnaar na play-off |

## Order of Merit
| Orde | Speler          | # toernooien | Prijzengeld (R) |
| ---- | --------------- | ------------ | --------------- |
| 1    | Lee-Anne Pace   | 4            | 126.277         |
| 2    | Monique Smit    | 8            | 101.800         |
| 3    | Tandi von Ruben | 8            | 74.695          |
| 4    | Ashleigh Simon  | 5            | 62.615          |
| 5    | Nicole Garcia   | 7            | 58.900          |